# Ihizi
Ihizi (en basc: caça) és un personatge de la mitologia basca, potser sobreviscut del període paleolític. Era el guardià de les coves de Mari a Oxabi i Austoki, per això aquest toro vermell sovint s'ha anomenat Austoki o Oxabi. Es veu embolicat amb una peça de foc corrent d'un lloc a un altre a les muntanyes de Lizartza. Es diu que aquest geni té l'ordre de castigar els humans que es comportin malament amb les seves banyes de foc i amenaçar els habitants que s'aixequin contra la natura.
En una ocasió, l'Ihizi es va escapar de la cova i va terroritzar els humans del voltant sense el permís de la Mari, així que la Mari li va posar una veu que només ella podia sentir. Sembla que les pintures de l'home paleolític que han aparegut a les coves van ser fetes en honor a Ihizi i altres genis animals similars.